# Georges Frischmann
Pour les articles homonymes, voir Frischmann.
Georges Frischmann (né à Paris le 5 août 1919, où il est mort le 21 mai 2006) est une personnalité politique communiste et syndicale française. Il a été membre du Conseil économique et social (1951-1955) et député au Parlement européen (1979-1984).

## Biographie

### Le postier syndicaliste

#### Les débuts
Fils d'un peintre en bâtiment issu d'une famille alsacienne, mais originaire du Havre, et d'une mère « ménagère » Georges Frischmann naît à dans le 14e arrondissement de Paris. Pupille de la nation après le décès de son père, gazé lors de la guerre, il grandit à Gentilly dans la proche banlieue sud de la capitale. Après des études primaires supérieures et l'obtention du brevet qui les certifient, il entre au P.T.T. en 1936, en tant qu'auxiliaire au bureau central du 15e arrondissement à Paris. Il accède par concours en 1938 au surnumérariat, qui le mène au grade de commis des PTT l'année suivante. Mobilisé lors de la guerre, il est démobilisé en 1942 et travaille dans plusieurs services postaux parisiens. Retrouvant le bureau du 15e arrondissement il prend part à la Résistance intérieure française au sein de son administration. À la CGT à laquelle il semble avoir adhéré dès 1938, il devient rapidement après la Libération un militant actif. Il participe en 1947 aux grèves de novembre-décembre 1947, violemment réprimée aux PTT par le ministre socialiste Eugène Thomas. En ces débuts de la "guerre froide", cela lui vaut notamment une sanction administrative : de Paris 15, il est "déplacé" d'office dans un bureau de poste de Seine-et-Oise, Herblay.

#### Le secrétaire général de la "Fédération postale" CGT: 1950 - 1979
En décembre 1950  , âgé de 31 ans, il succède à Fernand Piccot, dans la fonction de secrétaire général de la Fédération CGT des travailleurs des PTT. L'année suivante, pour avoir signé lors d'un voyage en RDA une déclaration en faveur de la paix, il est révoqué des PTT, ainsi qu'un autre dirigeant syndicaliste, René Duhamel. Cette sanction ne sera levée que trente ans plus tard en 1981, lors de l'accession de la gauche au pouvoir. Membre de la Commission Administrative de la CGT cette même année 1951, il y représente une profession fortement marquée par la scission syndicale de Force Ouvrière de 1947. Il siège de 1951 à 1955 au Conseil économique et social où il est l'un des représentants de son syndicat. Il dirige une fédération syndicale puissante, dont le rôle dans les mouvements de grève de 1953 puis de 1968 est déterminant. À l'automne 1974 le pays est secoué par le plus vaste mouvement de grève que les PTT aient connus. En toutes ces occasions les talents de syndicaliste de Georges Frischmann, organisateur méthodique et orateur puissant, contribuent à la prééminence durable de la CGT parmi "les postiers et télécommunicants". Lors des élections professionnelles au mitan des années 1970, la CGT recueille plus de 40 % de suffrages dans les PTT. En 1978, Georges Frischmann quitte la Commission exécutive de la Confédération. L'année suivante, il laisse à Louis Viannet, plus jeune, le secrétariat général de la Fédération des PTT.

#### L'influence des syndicats aux PTT autour et pendant «l'ère Frischmann»
Les élections aux commissions administratives paritaires (CAP) constituent, depuis 1946, un moyen de mesurer l'audience des différents syndicats dans la fonction publique. Ce n'est pas le seul. Il y a aussi les chiffres du nombre d'adhérents, le taux de syndicalisation. Mais la crédibilité de ces derniers dépendent, quel que soit le syndicat, de leur authenticité. Georges Frischmann est secrétaire général de la « Fédération nationale des travailleurs des PTT-CGT » pendant près de trente ans durant lesquels il en est le porte parole emblématique. Le bilan chiffré autour ces trente années ne dépend pas que de sa « personnalité », tant les témoignages semblent en faire un praticien de « l'écoute » et de la synthèse. Les résultats électoraux (ici en pourcentages des suffrages exprimés, pour les trois premières organisations) peuvent cependant servir de « baromètre » de l'action syndicale :
- 1948 - CGT : 38,6 % - FO : 41,1 % - CFTC : 20,2 %
- 1950 - CGT : 40,1 % - FO : 27,9 % - CFTC : 21,0 %
- 1952 - CGT : 38,2 % - FO : 29,4 % - CFTC : 19,4 %
- 1954 - CGT : 40,6 % - FO : 27,9 % - CFTC : 18,3 %
- 1956 - CGT : 40,8 % - FO : 29,4 % - CFTC : 19,3 %
- 1959 - CGT : 35,6 % - FO : 31,8 % - CFTC : 19,6 %
- 1962 - CGT : 37,5 % - FO : 30,2 % - CFTC : 19,8 %
- 1965 - CGT : 40,6 % - FO : 28,2 % - CFDT : 16,5 %
- 1968 - CGT : 42,9 % - FO : 26,7 % - CFDT : 15,8 %
- 1971 - CGT : 41,3 % - FO : 26,4 % - CFDT : 17,9 %
- 1974 - CGT : 41,1 % - FO : 26,9 % - CFDT : 18,1 %
- 1977 - CGT : 41,5 % - FO : 25,6 % - CFDT : 19,8 %
- 1980 - CGT : 38,9 % - CFDT : 24,2 % - FO : 24,2 %
- 1983 - CGT : 35,1 % - CFDT : 27,5 % - FO : 23,3 %

### Le dirigeant communiste
Georges Frischmann, parallèlement à sa "carrière" syndicaliste a eu des responsabilités importantes au sein du Parti communiste français, auquel il a adhéré en 1944. Il en est élu membre du Comité central lors du XIIe Congrès en avril 1950. Il accède au Bureau politique dès le Congrès suivant, XIIIe Congrès en juin 1954. C'est alors une reconnaissance du rôle qu'il a tenu lors des grandes grèves des Services publics de l'été 1953. Il quitte le Bureau politique en 1976, lors du XXIIe Congrès puis le Comité central en 1979 (XXIIIe Congrès). Cette longévité politique de 28 ans couvre exactement la période de ses responsabilités syndicales nationales. En 1979, candidat en onzième place sur la liste communiste conduite par Georges Marchais, il est élu, député au Parlement européen. Il siège au parlement de Strasbourg jusqu'en 1984.

### L'historien du syndicalisme postal
Georges Frischmann s'était pris de passion pour l'histoire du syndicalisme. En particulier, il effectua un travail pionnier sur le syndicalisme des PTT, en réalisant une Histoire de la Fédération C.G.T. des P.T.T., des origines au statut des fonctionnaires, 1672-1948.  Elle paraissait en 1967, aux Éditions sociales. Il poursuivait son travail en s'attachant à une biographie d'Albert Theisz, directeur des Postes de la Commune de Paris. À partir de 1984, pendant plus d'une dizaine d'années, chaque mois, il publiait une page « histoire », dans le journal fédéral destiné aux syndicalistes CGT de La Poste et de France télécom. Il contribuait aussi à des œuvres collectives plus généralistes  sur l'histoire du syndicalisme et du mouvement social en France.

## Œuvres
- Histoire de la Fédération CGT des PTT, éditions sociales, Paris, 1967, 582 p. (rééd. Le Temps des cerises, 2011)
- Albert Theisz, édition de la FAPT-CGT, Montreuil, 1993, 341 p.
- « Dix ans, ça suffit ! (1958-1968) », chapitre VIII, pp. 121-136, in CGT Approches historiques (dir. Maurice Moissonnier et Georges Pruvost), CCEO-IHS CGT, 1988  (ISBN 2-904728-02-3)
- « 1909, la grève des PTT », p. 361-368, in Images et mouvements du siècle-chronique sociale, vol. 1, Institut CGT d'histoire sociale-éditions France-progrès, 1998  (ISBN 2-910778-17-7)

## Sources
- L'Humanité, 23 mai 2006.
- Déclaration du Bureau Confédéral de la CGT, 23 mai 2006.
- Le Monde, 30 mai 2006. Article de M. Noblecourt: Un vétéran resté très orthodoxe.
- Supplément au numéro 30. Le relais, Institut d'histoire sociale CGT-FAPT, juin 2006.
- Elyane Bressol, Michel Dreyfus, Joël Hedde, Michel Pigenet (sous la direction de), La CGT dans les années 1950, Presses universitaires de Rennes, 2005, 488 p.  (ISBN 2-7535-0137-8)
- Claude Pennetier (sous la direction de), Le Maitron, Dictionnaire biographique Mouvement ouvrier mouvement social de mai 1940 à mai 1968, tome 5, Les éditions de l'atelier, Paris, 2009 : notice « Georges Frischmann » (signée Claude Willard), p. 301-303.
- Serge Lottier (direction), Histoire de la Fédération CGT des PTT 1945-1981, Le Temps des cerises, 2011, 608 p.
- Alain Gautheron, Une biographie syndicale et politique de Georges Frischmann, Institut d'histoire sociale CGT-FAPT, 2018, 226 p.